# Valentina Giacinti
Valentina Giacinti (* 2. Januar 1994 in Trescore Balneario) ist eine italienische Fußballspielerin auf der Position einer Stürmerin, die bereits dreimal (2015/16, 2017/18 und 2018/19) erfolgreichste Torjägerin der Serie A war.

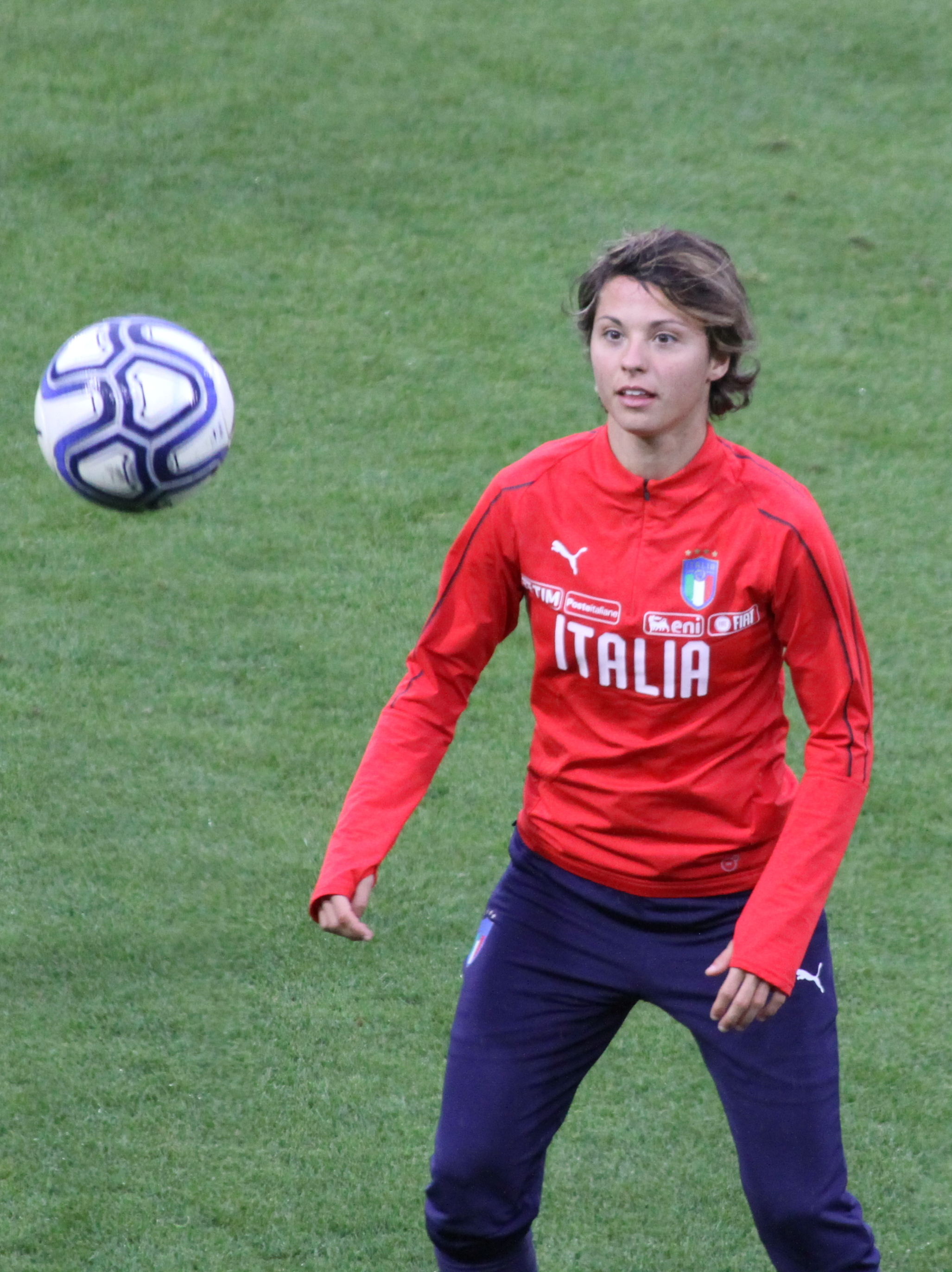
Valentina Giacinti, 2018

## Laufbahn

### Vereinsstationen
Giacinti begann ihre Laufbahn beim Club Atalanta, in dessen erster Mannschaft sie erstmals am 30. Januar 2010 in einem Punktspiel gegen Tavagnacco zum Einsatz kam. Während sie in ihrer ersten Halbsaison (Rückrunde der Saison 2009/10) zu insgesamt 10 Einsätzen kam, bei denen ihr kein einziger Treffer gelang, bewies sie bereits in den beiden folgenden Spielzeiten ihre Torgefährlichkeit und erzielte 15 (2010/11) bzw. 19 Tore (2011/12). Für die Saison 2012/13 wurde sie vom SSC Neapel abgeworben, für den sie 17 Treffer erzielte. Die nächsten vier Spielzeiten verbrachte sie bei der Associazione Sportiva Dilettantistica Mozzanica, für die sie insgesamt 86 Tore erzielte. Dort erlebte Giacinti auch ihre bisher erfolgreichste Spielzeit, als sie in der Saison 2015/16 mit insgesamt 32 Treffern (in 22 Spielen) erstmals Torschützenkönigin der italienischen Serie A wurde. Ein Erfolg, den sie bei ihren beiden nächsten Stationen (2017/18 für ACF Brescia und 2018/19 für AC Mailand) mit jeweils 21 Treffern wiederholen konnte. Mit Brescia feierte Giacinti auch ihren bisher einzigen Titelgewinn auf Vereinsebene, als die Mannschaft den am 23. September 2017 ausgetragenen Supercup gegen den amtierenden Meister und Pokalsieger AC Florenz deutlich mit 4:1 gewann.

### Nationalmannschaft
Für die italienische Fußballnationalmannschaft der Frauen kam Giacinti erstmals 2015 zum Einsatz und gehörte 2019 zum WM-Kader Italiens, wo sie in allen Vorrundenspielen der Gruppe C als Joker zum Einsatz kam.
Im Achtelfinale gegen China durfte Giacinti dann nicht nur über die volle Distanz spielen, sondern erzielte auch die 1:0-Führung in der 15. Minute und wurde nach dem 2:0-Erfolg zum „Player of the Match“ gewählt. Auch im Viertelfinale gegen die Niederlande kam Giacinti zwar über die volle Distanz zum Einsatz, konnte jedoch auch die 0:2-Niederlage der Italienerinnen nicht verhindern.

## Erfolge
- Italienische Meisterin: 2022/23, 2023/24
- Italienische Supercupsiegerin: 2017
- Torschützenkönigin der Serie A: 2015/16, 2017/18, 2018/19
- Team des Jahres der Serie A: 2019